# Erland Samuel Bring
Erland Samuel Bring,  född den 19 augusti 1736 i Ausås socken i Skåne, död den 20 maj 1798 i Lunds stadsförsamling, var en svensk rättslärd, matematiker, historiker och universitetslärare. Han var farbror till Ebbe Samuel Bring.
Bring, som tillhörde den stora prästsläkten Bring,  blev 1750 student vid Lunds universitet, tog 1757 juridisk ämbetsexamen och var därefter sysselsatt som praktisk jurist. År 1762 blev han docent i den juridiska fakulteten och 1765 den förste innehavaren av notariesysslan vid universitetet. År 1766 blev han filosofie magister och 1770 extra ordinarie adjunkt, varefter han i nio år, under farbrodern Sven Lagerbrings tjänstledighet, uppehöll den professur i historia, till vars ordinarie innehavare han utnämndes 1779. 
Brings verksamhet på det historiska området var av mindre betydelse och det egentliga fältet för hans vetenskapliga gärning var matematiken. De arbeten, som han inom denna vetenskap efterlämnade i handskrift (sju volymer i Lunds universitetsbibliotek), anses visa, att han i åtskilliga fall höjde sig över sina samtidas ståndpunkt. Hans mest kända verk är Meletemata quaedam mathematematica circa transformationem aequationum algebraicarum. Han fann en formel för att reducera den allmänna femtegradsekvationen 
{\displaystyle \,ax^{5}+bx^{4}+cx^{3}+dx^{2}+ex+f=0}
till den betydligt enklare formen 
{\displaystyle \,x^{5}+px+q=0}.
Det såg ut som om man kommit ett stort steg närmare en allmän lösning av femtegradsekvationen, men Brings formel förblev i princip okänd, och 1824 bevisade den norske matematikern Niels Henrik Abel att femtegradsekvationen inte kunde lösas med algebraiska metoder.